# أوسكار ووكر
أوسكار ووكر (بالإنجليزية: Oscar Walker)‏ هو لاعب كرة قاعدة أمريكي، ولد في 18 مارس 1854 في بروكلين في الولايات المتحدة، وتوفي بنفس المكان في 20 مايو 1889.